# 狄阿娜
狄阿娜，羅馬神話中的月亮女神和守護女神，眾神之王朱比特和女神拉托娜的女兒，太陽神阿波羅的雙胞胎姐姐。狄阿娜也是司管纯洁的女神。
從歷史上看，黛安娜與另外兩個羅馬神祇：厄革里亞、她的僕人和助產士、和林地之神希波呂托斯組成了一個組合。
黛安娜在新異教主義中受到崇拜，包括復興羅馬教、史翠蓋提亞和威卡教。從中世紀到現代，隨著與她有關的民間傳說得到發展並最終被改編為新異教，圍繞黛安娜的神話逐漸包括配偶（路西法）和女兒（雅拉迪亞），這些人物有時被現代傳統認可。在古代、中世紀和現代時期，黛安娜被認為是三相女神，與月亮女神（露娜）和冥界女神（通常是赫卡忒）合而為一。她的别名叫特里维亚，因为她的神像被放置在十字路口，所以罗马人将她形容为“十字路口的狄阿娜”。这一别名也可以解释为她有支配宇宙的三种权力：在天上是卢娜、在地上是狄阿娜、在地下是普洛塞庇娜。

## 詞源
Dīāna 這個名字源自義大利祖語 *divios（diwios），意思是“神聖、天堂的”。它源於原始印歐語 *diwyós（神聖的，天堂的），由詞根 *dyew-（白天的天空）附加後綴 -yós 形成。同源詞出現在邁錫尼希臘語 di-wi-ja、古希臘語 dîos（δῖος；“屬於天堂，神一樣的”）或梵語 divyá（“天堂的”或“天上的”）中。古代拉丁作家瓦羅和西塞羅認為 Dīāna 的詞源與死亡的詞源有關，同時與月亮的光芒有關，並指出她所擁有的頭銜之一是 Diana Lucifera（“光之承載者”）。
⋯⋯人們認為黛安娜和月亮是一體的。⋯⋯月亮（luna）從動詞中被稱為閃耀（lucere）。 Lucina也是源於此，這就是為什麼在我們的國家，他們在分娩時會調用 Juno Lucina，就像希臘人呼喚光之承載者黛安娜一樣。黛安娜也有“Omnivaga”這個名字（“到處流浪”），不是因為她的狩獵，而是因為她被列為七顆行星之一；她的名字黛安娜源於這樣一個事實，即她將黑暗變成了白天“（死）”。 她在分娩時被召喚，因為孩子們偶爾會在七次或通常九次月球公轉之後出生⋯⋯
--Quintus Lucilius Balbus as recorded by 馬庫斯·圖利烏斯·西塞羅 and translated by Patrick G. Walsh. De Natura Deorum, Book II, Part ii, Section c 

## 各神職描述

### 鄉村女神

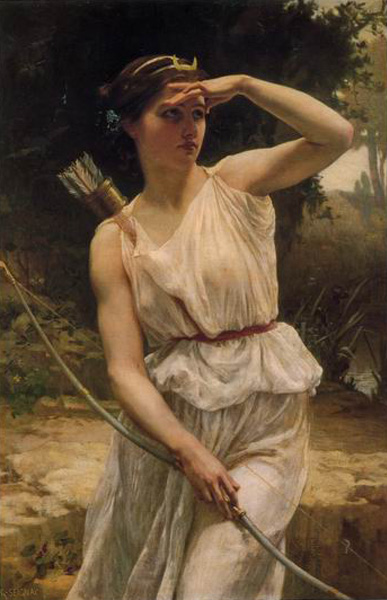
Diana Hunting, 吉婁梅·賽涅克

黛安娜的形象很複雜，包含許多古老的特徵。黛安娜最初被認為是狩獵女神，狩獵是羅馬和希臘文化的主要運動。早期羅馬的銘文主要讚美她是一位女獵手和獵人的守護神。後來在希臘化時期，黛安娜開始被同等或更多地崇敬為“馴服”鄉村或鄉村別墅的女神，這樣的形象在希臘思想和詩歌中很常見。作為文明和女神的雙重角色，而到了更進一步的文明的鄉村，首先適用於希臘女神阿爾忒彌斯（例如，在公元前 3 世紀的阿那克里翁詩歌中）。到公元3世紀，在希臘文化對羅馬宗教產生了深遠的影響之後，黛安娜幾乎完全與阿爾忒彌斯結合在一起，並在她的神職領域和對她的外表的描述中獲得了阿爾忒彌斯的許多屬性。 羅馬詩人涅墨西阿努斯對黛安娜的描述是這樣的：她拿著弓和裝滿金箭的箭袋，穿著金色斗篷，紫色半靴，腰帶用寶石搭扣固定她的束腰外衣，長髮以一條絲帶束起。到公元5世紀，也就是在她的神話進入羅馬近一千年後，哲學家普羅克洛仍然可以將黛安娜描述為“農村一切事物的監察衛士，她壓制一切質樸和未開化的事物”。

### 三相女神
黛安娜通常被認為是三相女神的其中一面，被稱為Diana triformis：黛安娜、露娜和赫卡忒。 根據歷史學家 C.M. 格林，“這些既不是不同的女神，也不是不同女神的混合體。她們是黛安娜⋯⋯作為女獵手的黛安娜，作為月亮的黛安娜，冥界的黛安娜。”從公元前6世紀後期開始，黛安娜在內米湖岸邊的神聖樹林中被尊為三位女神。
安德魯斯·奧弗蒂將一枚共和時期晚期硬幣上的圖像解釋為拉丁黛安娜“被認為是神聖女獵手、月亮女神和冥界女神赫卡特的三重統一”。這枚硬幣由 P. Accoleius Lariscolus 於公元前 43 年鑄造，已被公認為代表黛安娜·尼莫瑞斯 的古代雕像。它的圖像一端是弓箭，代表著阿提米絲，另一端是花朵，代表著露娜瑟麗林，和一個無法識別的神靈位於中央。圖像學分析可以將這幅圖像追溯到 6 世紀，當時有伊特魯里亞模型。硬幣顯示，公元前43年，三相女神的崇拜形象仍然矗立在內米湖中。 維吉爾（Aeneid 7.516）將內米湖稱為Triviae lacus，賀拉斯則稱Diana montium custos nemoremque virgo（“山脈的守護者和內米的處女”）和 Diva triformis（“三形女神”）。
在內米的聖殿和羅馬劇院中發現的兩個頭像，它們的背上有一個空洞，支持對三重黛安娜的解釋。

### 十字路口和冥界女神
黛安娜最早的別稱是Trivia，維吉爾、卡圖盧斯和許多其他人都用這個別稱稱呼她。“Trivia”來自拉丁語trivium，“三叉路”，指的是黛安娜對道路的監護，特別是Y形路口或三路的十字路口。這個角色帶有某種黑暗和危險的含義，因為它隱喻地代表著通往冥界的道路。在公元1世紀的戲劇美狄亞中，塞內卡的女巫呼求“Trivia”施展魔法。 她喚起了黛安娜、塞勒涅和赫卡特的三相女神，並表示她需要後者的力量。公元1世紀的詩人賀拉斯同樣寫了一個魔法咒語，這個咒語召喚了黛安娜和普羅塞庇娜的力量。十字路口的象徵與黛安娜神職的幾個面向有關。 它象徵著獵人在森林中可能遇到的路徑。十字路口只有滿月才能照亮； 這象徵著在沒有光的引領下，“在黑暗中”做出選擇。
黛安娜作為冥界女神，或者至少是在生與死之間引導人們的角色，使她很早就與赫卡忒（有時也與普羅塞庇娜）混為一談。然而，她作為冥界女神似乎是因為強大的希臘影響力所造成（儘管早期的希臘殖民地庫邁對赫卡忒有一種崇拜，並且肯定與拉丁人有聯繫）。她位於內米湖 (Lake Nemi) 的聖所中的劇院有一個特殊的坑洞和隧道，可以讓演員輕鬆地從舞台的一側下降並在另一側上升，這表明月相與月亮女神下降到冥界之間存在聯繫。在她最初的拉丁崇拜中，她的冥界相位很可能沒有一個明確的名字，就像露娜是她的月亮相位一樣。 這是因為拉丁人不願意命名冥界神靈，或是將這件事當作禁忌，同時他們相信冥界是沉默的。排除命名的事實，赫卡忒是一位希臘女神，也與地球和冥界之間的界限有關，在希臘影響下，她依附於黛安娜作為她冥界方面的名字。

### 分娩女神
黛安娜通常被認為是與生育和分娩以及在分娩期間保護婦女的女神。這可能是她與月亮聯繫的延伸，人們認為月相變化的周期與月經週期平行，並用於追蹤懷孕期間的月份。在她位於阿里西亞的神殿中，信徒們為女神留下了嬰兒和子宮形狀的陶土供品，那裡的寺廟還提供照顧幼崽和懷孕母狗的服務。這種對嬰兒的照顧也擴展到了對年輕人和狗的各種訓練，尤其是在狩獵方面。作為生育保護者，黛安娜被稱為黛安娜·盧西娜，甚至被稱為朱諾·盧西娜，因為她的領域與女神朱諾的領域重疊。 朱諾的頭銜也可能有一個獨立的起源，因為它適用於黛安娜，字面意思是“幫助者”——黛安娜作為朱諾·盧西娜將是“分娩的幫助者”。

### 框架神

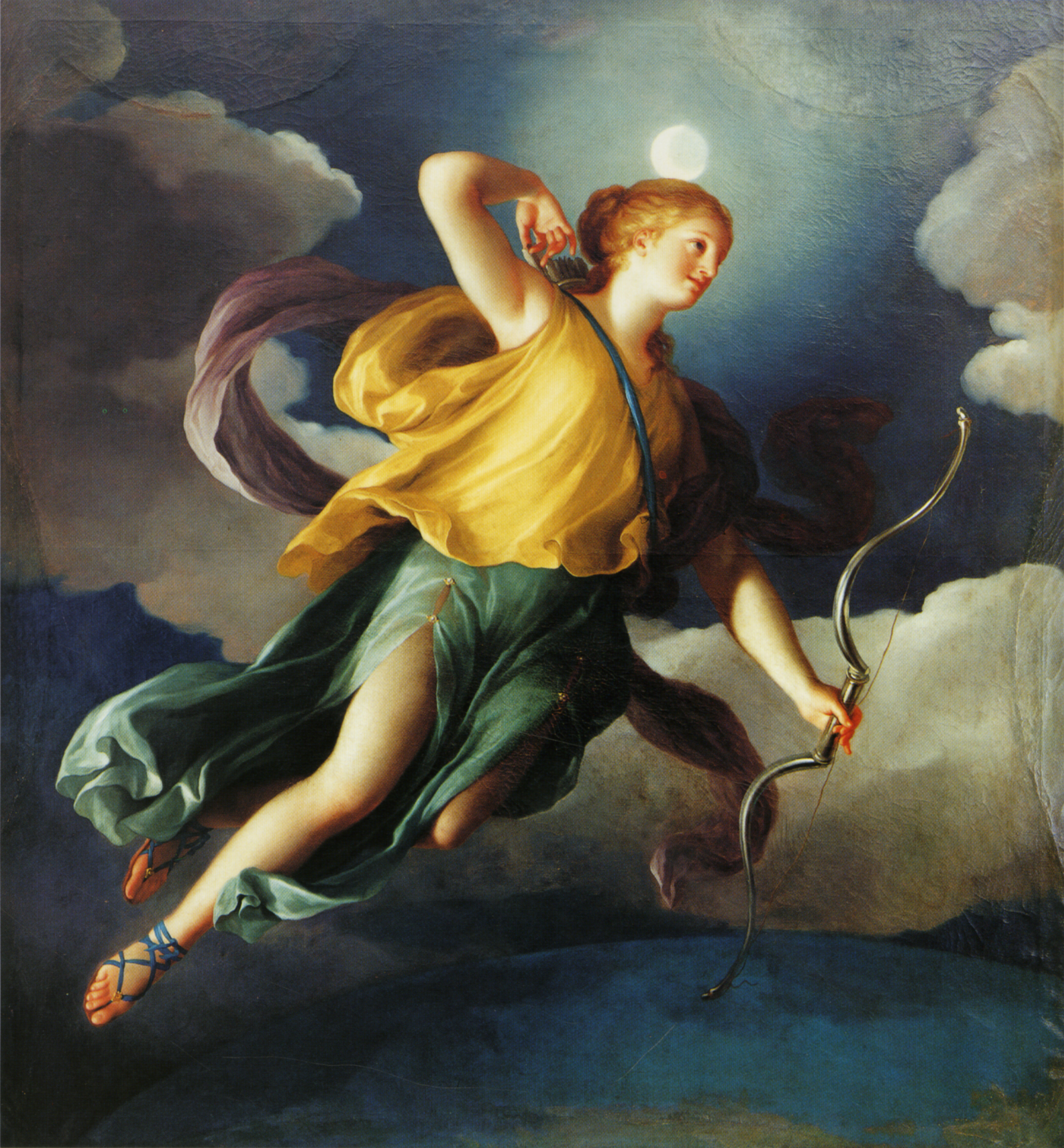
Diana as Personification of the Night. 安東·拉斐爾·門斯, c. 1765.

根據喬治·杜梅吉爾提出的理論，黛安娜屬於天神中一個特別的類型，這種類型在宗教歷史中被稱為框架神。這樣的神雖然保留了天神的原始特徵（也就是超凡的神力和不直接統治世俗的事物），但沒有與印歐宗教中其他天神的命運一樣──成為dei otiosi（沒有實際目的的神 ）因為它們確實保留了對世界和人類的特殊影響。黛安娜的天性體現在她與難以接近、童貞、光明的聯繫，以及她對居住在高山和聖林中的偏愛。 因此，黛安娜反映了天上世界的主權、至高無上、冷漠，以及對世俗事物（如凡人和國家的命運）的漠不關心。然而，與此同時，她會積極確保國王的繼承並通過保護生育來保護人類。這些功能在與女神有關的傳統機構和邪教中很明顯：
1. 在雷克斯·尼莫瑞斯（英语：Rex Nemorensis）的傳說中，在阿里西亞森林中的黛安娜牧師，會一直擔任這個職位，直到有人在折斷森林中某棵樹的樹枝後，向他挑戰並在決鬥中殺死了他。這種永遠公開的繼承揭示了女神作為世世代代國王地位保證者的性格和使命。[25]她作為統治權威的賦予者的功能也在李維的故事中得到證實，在這個故事中，一個薩賓人為戴安娜獻祭一頭小母牛，為他的國家贏得了羅馬帝國的席位。[26]
2. 黛安娜也受到想要懷孕或在懷孕後祈求順利分娩的女性的崇拜。這種崇拜形式在她位於內米聖所中的奉獻雕像的考古發現以及古代資料中得到證實，例如奧維德。[25]

根據杜梅吉爾的說法，所有框架神的先驅是印度史詩英雄，他是吠陀神 迪尤斯的化身。他出家後，以父親和國王的身份，他獲得了不朽的地位，同時保留了確保他的王朝得以保存的責任，並且每一代都有一個新的國王。斯堪的納維亞神海姆达尔也有類似的功能：他第一個出生，並且是最後一個死亡。他也賦予了王權和第一位國王的起源，賦予他帝王特權。黛安娜雖然是一位女神，但具有完全相同的功能，通過生育和王位繼承來保護人類。
F.H. 帕罗在她關於黛安娜的文章中將杜梅吉爾的理論稱為“無法證實”。

## 神話

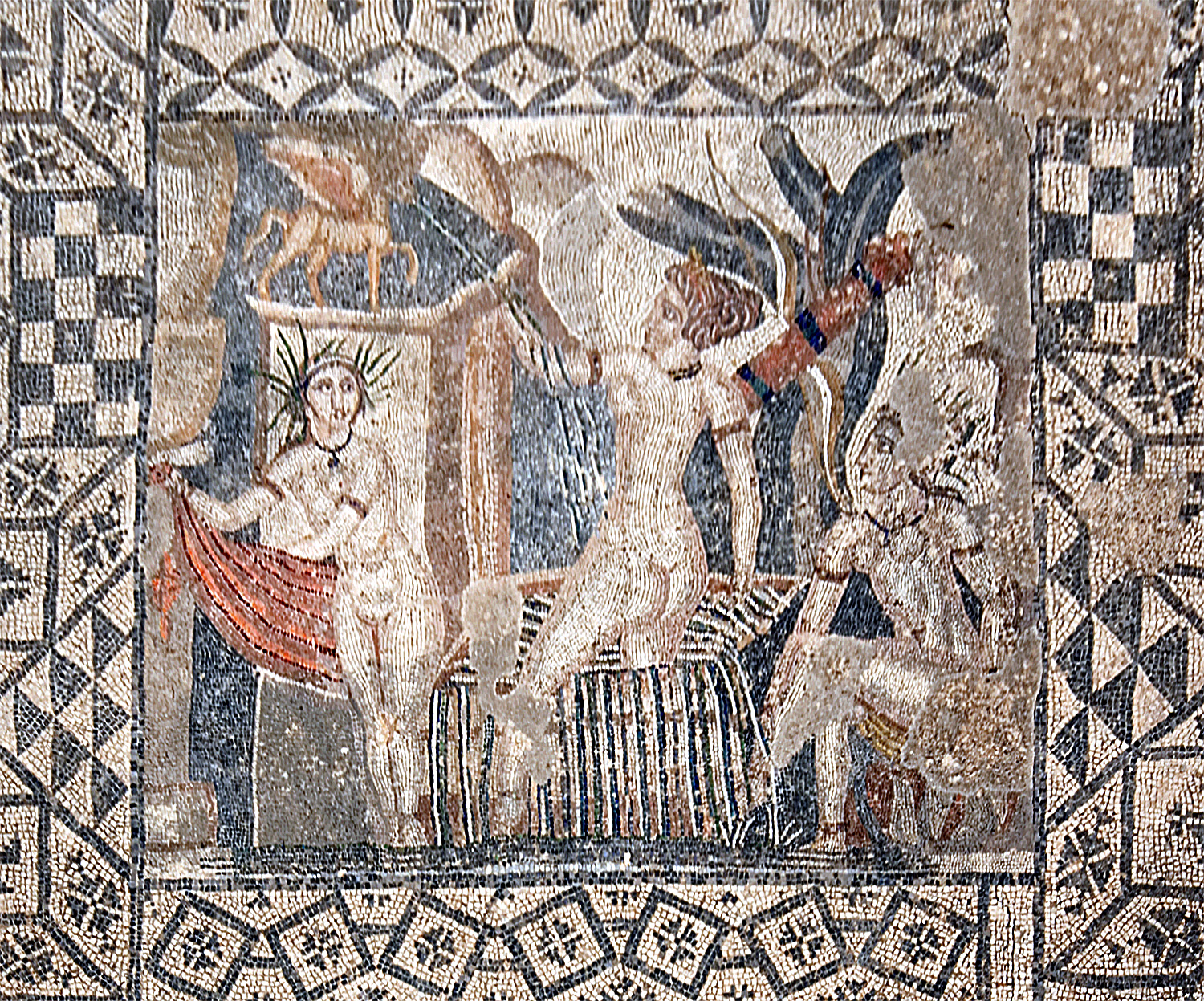
Mosaic depicting Diana and her nymph surprised by Actaeon. Ruins of Volubilis, 2nd century CE.

與希臘諸神不同，羅馬諸神最初被認為是numina的：一種不一定具有物理形式的神性存在或意志。在羅馬建立的時候，黛安娜和其他羅馬主神本身可能沒有多少神話，也沒有任何人形描繪。後來在希臘和伊特魯里亞宗教的影響下，諸神具有擬人化的特質和擁有人類類似的個性和行為的想法得到發展。
到公元前3世紀，詩人恩尼烏斯發現黛安娜被列為羅馬萬神殿的十二位主神。雖然卡比托利歐三合會是羅馬的主神，但早期的羅馬神話並沒有像希臘神話那樣為眾神分配嚴格的等級制度。希臘諸神的等級制度最終也被羅馬宗教所採用。
當希臘的影響使黛安娜被認為和阿爾忒彌斯是相同的神之後，黛安娜就獲得了阿爾忒彌斯的外貌、屬性和她神話的變體。像阿爾忒彌斯一樣，黛安娜在藝術中通常被描繪成穿著石棉裙，以kolpos 提起，以方便在狩獵時移動，帶著狩獵弓和箭袋，並且經常伴隨著獵犬。公元前1世紀的羅馬硬幣（見上文）描繪了她有著獨特的短髮型，並呈三重形態，一個形態拿著弓，另一個形態拿著罌粟花。

### 家庭
當對阿波羅的崇拜第一次被引入羅馬時，黛安娜像早期的希臘神話中一樣與阿波羅的妹妹阿爾忒彌斯混為一談，因此她被認為是阿波羅的父母拉托納和朱庇特的女兒。 儘管黛安娜通常被認為是像阿爾忒彌斯一樣的處女女神，但後來的作者有時將配偶和孩子歸功於她。根據西塞羅和恩紐斯的說法，Trivia（戴安娜的別稱）和凱路斯是雅努斯、薩圖恩努斯和奧普斯的父母。
根據馬克羅比烏斯（引用了 Nigidius Figulus 和西塞羅）的說法，雅努斯和 Jana（黛安娜）是一對神，代表太陽和月亮。據說雅努斯比其他所有人都先接受祭祀，因為通過他之後，再通向想要祭祀的其他神的方式會變得明顯。

### 阿克泰翁神話
黛安娜的神話包含了早期關於阿爾忒彌斯故事的變體，其中最著名的可能是阿克泰翁的神話。在奧維德的這個神話版本中，他在變形記中，講述了一個隱藏在加爾加菲樹木繁茂的山谷中的水池或石窟。在那裡，森林女神黛安娜會在狩獵後沐浴和休息。年輕的獵人阿克泰翁無意中發現了石窟，意外地目睹了女神洗澡。為了報復，戴安娜用池中的水潑他，詛咒他，他變成了一頭鹿。最後他自己的獵犬聞到了他的氣味，並把他撕成了碎片。
奧維德關於阿克泰翁神話的版本與大多數早期資料不同。這個神話的早期變體，被稱為帕拉斯之浴，是獵人故意偷窺女神帕拉斯（雅典娜）沐浴，而涉及阿爾忒彌斯的神話的早期版本根本不涉及沐浴這個行為。

## 古典時期的崇拜
黛安娜是所有拉丁部落共有的古老女神。 因此，在拉丁人居住的地方有許多聖所都在祭拜她。她的主要聖所是俯瞰內米湖的林地樹林，這片水域也被稱為“戴安娜的鏡子”，在那裡她被稱為“森林中的戴安娜”(Diana Nemorensis)。在羅馬，對黛安娜的崇拜可能幾乎與這座城市本身一樣古老。瓦羅在泰特斯·塔提烏斯國王承諾為其建造神殿的神靈名單中提到了她。而露娜和黛安娜·盧西娜也以獨立的神明被記載在名單上。在圖路斯·荷提里烏斯國王的王權法中，可以找到對她的崇拜的另一個證詞，這個法典將那些犯有亂倫罪的人交由黛安娜審判。根據塞爾維烏斯·圖利烏斯國王的傳統，黛安娜在羅馬的阿文提諾山 上有一座寺廟。它的位置非常明顯，因為阿文提諾山位於羅馬城界限之外，符合黛安娜是所有拉丁人而非羅馬人共同的女神的說法。被放置在阿文提諾山，而不是在羅馬城界限之內這件事，意味著黛安娜的崇拜本質上仍然是外國的，就像巴克斯的崇拜一樣。 與茱諾從維愛被轉移到羅馬城不同，她從未像被正式轉移到羅馬城中。
其他已知的黛安娜聖殿和神廟包括：
- 塔斯庫勒姆附近的Colle di Corne[31]，在這裡她以古拉丁語被稱為deva Cornisca，這裡同時有一座信徒學院[32]。
- 同樣在塔斯庫勒姆附近的Mount Algidus（英语：Mount Algidus）[33]。
- 在葡萄牙的埃武拉[34]。
- 在拉维尼[35]。
- 在 蒂沃利(Tivoli)，黛安娜在這裡被稱為Diana Opifera Nemorensis[36]。
- 戴安娜也在蒂托·李維[37]提到的聖木 - ad compitum Anagninum（在阿納尼附近）和坎帕尼亞的蒂法塔山（英语：Tifata）上被崇拜。[38]

根據普魯塔克的說法，男人和女人都會信仰黛安娜，並且都被允許進入她任何的聖殿。唯一的例外是Vicus Patricius上的一座神廟，男人們可能是因為傳統而不進入神廟，或是不被允許進入。普魯塔克將這件事與一個黛安娜有關的傳說做連結，一個男人試圖襲擊在這座神廟做禮拜的女人，結果被一群狗殺死（與戴安娜和阿克泰翁的神話相呼應），這導致了阻止男性進入神廟的迷信產生。
到公元二世紀，幾乎所有黛安娜的神廟和聖殿都有一個共同特徵，那就是在上頭掛著鹿角。普魯塔克指出，唯一的例外是阿文廷山上的神廟，那裡掛著牛角。普魯塔克通過引用一個傳說來解釋這件事，傳說中塞爾維烏斯國王在阿文廷神廟建立時犧牲了一頭薩賓公牛，因此這裡掛的是牛角。

### 與阿爾忒彌斯的合併和融合

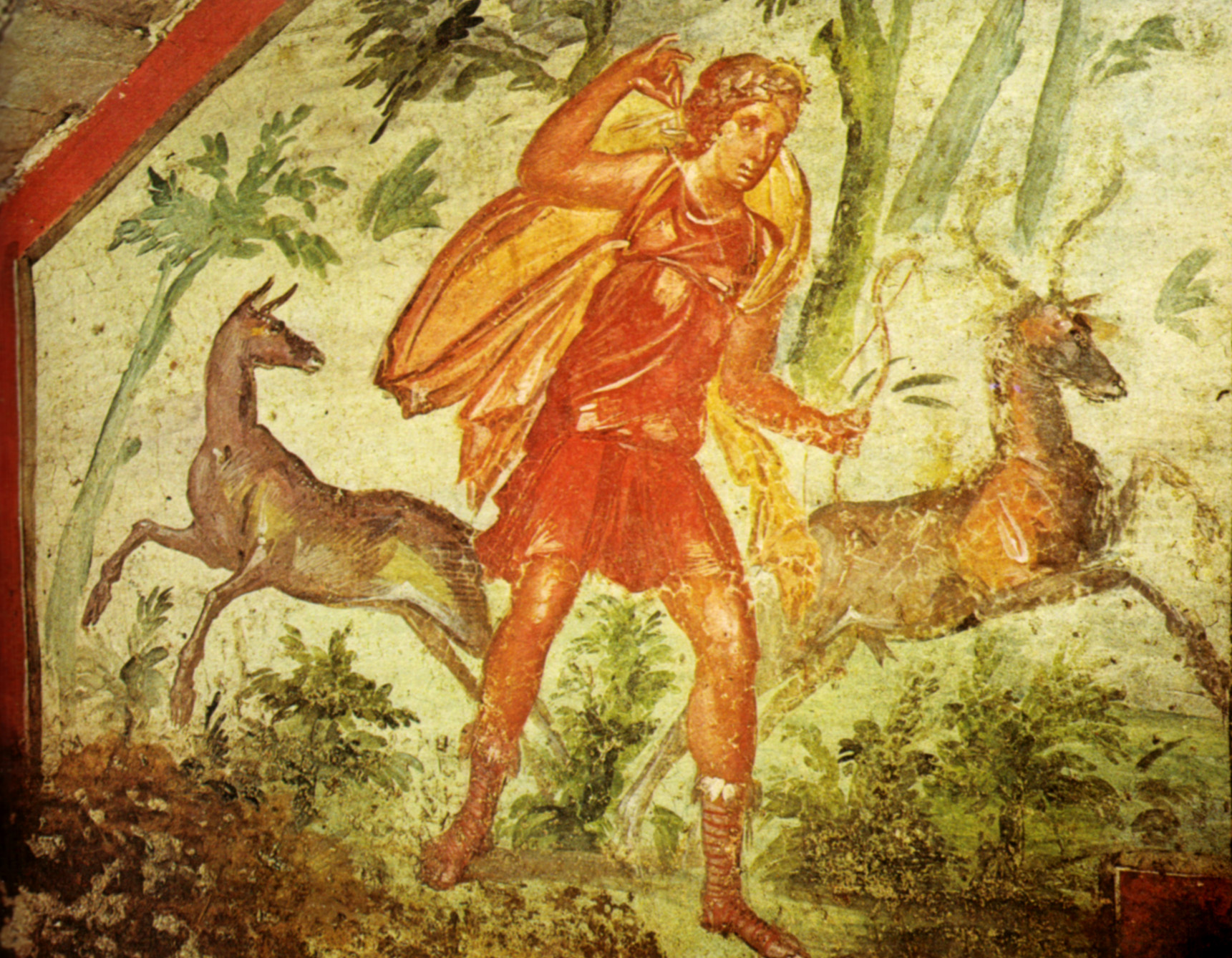
A Roman fresco depicting Diana hunting, 4th century AD, from the Via Livenza hypogeum in Rome.

羅馬希望統一併控制內米周圍的拉丁部落，因此黛安娜的崇拜被引入羅馬，以表示政治團結。不久之後，黛安娜被希臘化，並與希臘女神阿爾忒彌斯融合，這一過程在公元前 399 年在羅馬的第一個講堂中以黛安娜出現在阿波羅旁邊達到巔峰。黛安娜與阿爾忒彌斯之間的融合過程可能始於受委託為內米以外的黛安娜神廟創作雕像的藝術家，他們被黛安娜與更熟悉的阿爾忒彌斯之間的相似屬性所震驚，並以先前描繪阿爾忒彌斯的方式雕刻了黛安娜。 西比拉的影響和與存在類似阿爾忒彌斯崇拜雕像的馬西利亞的貿易將融合的過程完成。

## 外部連結
- Landscape with Diana and Callisto painting （页面存档备份，存于） page （页面存档备份，存于）
- Diana and her Nymphs painting （页面存档备份，存于） description （页面存档备份，存于）
- The Warburg Institute Iconographic Database: ca 1150 images of Diana （页面存档备份，存于）